# Csőke József
Csőke József (Szeged, 1927. június 27. – 2012. május 3.) Balázs Béla-díjas magyar filmrendező, pedagógus.

## Életpályája
Szülei: Csőke József és Balogh Rozália voltak. 1941-1946 között a Szegedi Tanítóképző diákja volt. 1946-1949 között az újszegedi általános iskola felső tagozatán tanított. 1949-1950 között az úttörő mozgalomban, mint szervezési-nevelési vezető vett részt. 1950-1987 között a Magyar Filmhíradó rendezője volt. 1951-1953 között elvégezte a MÚOSZ Újságíró Iskolát. 1953-1956 között a Színház- és Filmművészeti Főiskola hallgatója volt. 1987-től a Movi rendezőjeként dolgozott.
700 filmriportot, 450 közművelődési (dokumentum-, riport-, oktató- és ismeretterjesztő) filmet rendezett. Hazai és nemzetközi fesztiválokon 115 díjat nyert.

## Filmjei
| - Választás előtt… (1953) - 6:3 - Az évszázad mérkőzése (1953) - A 98. magyar-osztrák találkozó (1954) - Öt év nyomában (1955) - Műkorcsolya világbajnokság (1955) - Bandungtól Genfig (1955) - Athéntől Helsinkiig (1956) - Hannoveri találkozó (1957) - Mezőgazdasági kiállítás (1958) - Bern, Hannover, Budapest (1959) - Az év sportja (1959) - Az ezeregyéjszaka földjén (1959) - Korunk városa (1960) - A diadalmas olimpia (1960) - Az ember diadala (1961) - Mai Herkulesek (1962) - Péterfillérek (1962) - Kuba szabad földjén (1962) - A Vasas Sportklub ötven éve (1962) - A jég művészei (1963) - Sport és technika (1963) - Ökölvívó Európa-bajnokság Moszkvában (1963) - Szomjas a világ (1963) - A legerősebbek (1964) - Téli olimpia – Innsbruck (1964) - Sayonara Tokio (1964) - Tokio előtt (1964) - Tíz aranyérem (1964) - Magyarország ma (1965) - Margitka (1965) - Universiade – Budapest, 1965 (1965) - Európabajnokok (1965) - Szomjas a világ (1965) - A kerek labda nyomában (1966) - Szabadtéri Játékok, Szeged (1966) - Budapest sportváros (1967) - Hallo, itt Mexico! (1967) - A torna mesterei (1967) - Fiatalok a nagyvilágban (1968) - Kajakozók (1968) - Olimpia azték földön (1968) - Az olimpia országában (1968) - D. A. Siqueiros (1968) - Fizika a küzdőtéren (1969) - Hajrá, Honvéd! (1969) - Hajrá, magyarok! (1970) - ...az utolsó 48 óra (1971) - Oly korban élünk (1971) - A kékfestőtől a nylonprintig (1972) - A kosár meg a labda (1972) - Fel Münchenre! (1972) | - Ötkarikás rapszódia (1972) - A reménység éve (1972) - Labda, labda (1973) - Ügyesen, szépen (1974) - Ólombetűs vallomások: Tabák Endre (1974) - Vívó-rapszódia (1974) - Pedig!... (1975) - Visszatérés (1976) - Mozgás, gyerekek! (1977) - Anyuka (1977) - Az edzett ifjúságért (1977) - Megosztva (1978) - Dopping? Stop! (1979) - Szaltó (1981) - Őszi portré (1981) - Előhívás (1982) - Kosárlabdázók (1982) - A gyermekek mozgásfejlődése (1982) - Nyugtalan derűvel (1983) - Akik győzni szeretnek (1983) - Guczoghy (1983) - A levegő lovagjai (1983) - Kispesti jubileum (1984) - Kószó bácsi milliói (1984) - Közhírré tétetik (1985) - Perdület (1985) - Öttusázók (1986) - A mozgás öröm (1986) - Hajrá, Honvéd! (1988) - Aranyhajó (1989) - Kicsinyünk, életünk (1990) - Olimpiai arcképcsarnok (1991-1992) - Olimpiai rapszódia I-VIII. (1992) - Öt színes karika (1992) - Volt egyszer egy „Aranykalász” (1993) - 100 éves a MOB (1995) - Egri sportrapszódia (1995) - Mesélő sportfilmkockák (1995) - Ötkarikás sportrandevű (1996) - Volt egyszer egy Csaszi (1996) - Fel, Sydneyre! (1997) - Somogyi sportrapszódia (1997) - Olimpizmus: az eszme örök (1998) - Sport in Hungary (1999) - Téli olimpiák 1924-1998 (1999) - Sydney-rapszódia (2000) - Ötkarikás aranyaink (2001) - 100 éves az MLSZ (2001) - Népstadion: 50 év (2003) - Ötven éve történt: Az évszázad mérkőzése (2003) |

## Díjai
- Sportfilm Fesztivál: Életmű-különdíj (1985)
- MOB-médiadíj (1993)
- Magyar Sportért (1995)
- Olimpiai Érdemérem (1996)
- Aranytoll (2001)
- A filmszemle életműdíja (2002)
- A Magyar Sportújságírók Szövetségének életműdíja (2004, 2008)